# Iris wattii
Iris wattii är en irisväxtart som beskrevs av John Gilbert Baker och Joseph Dalton Hooker. Iris wattii ingår i släktet irisar, och familjen irisväxter. Inga underarter finns listade i Catalogue of Life.

## Bildgalleri

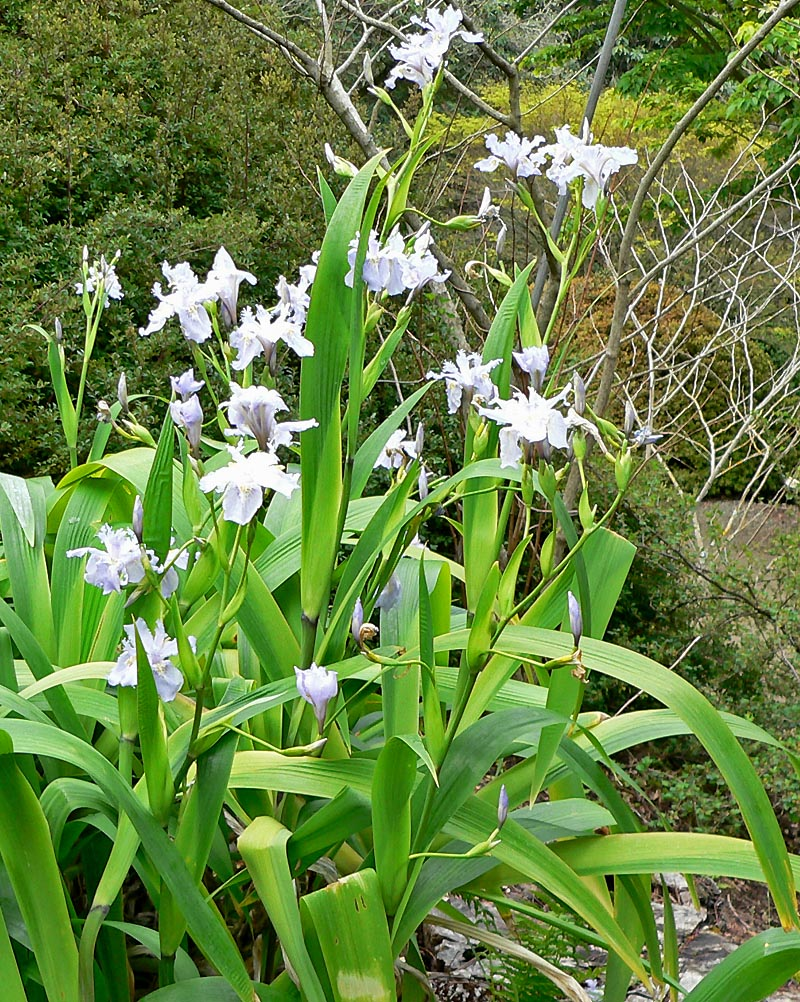
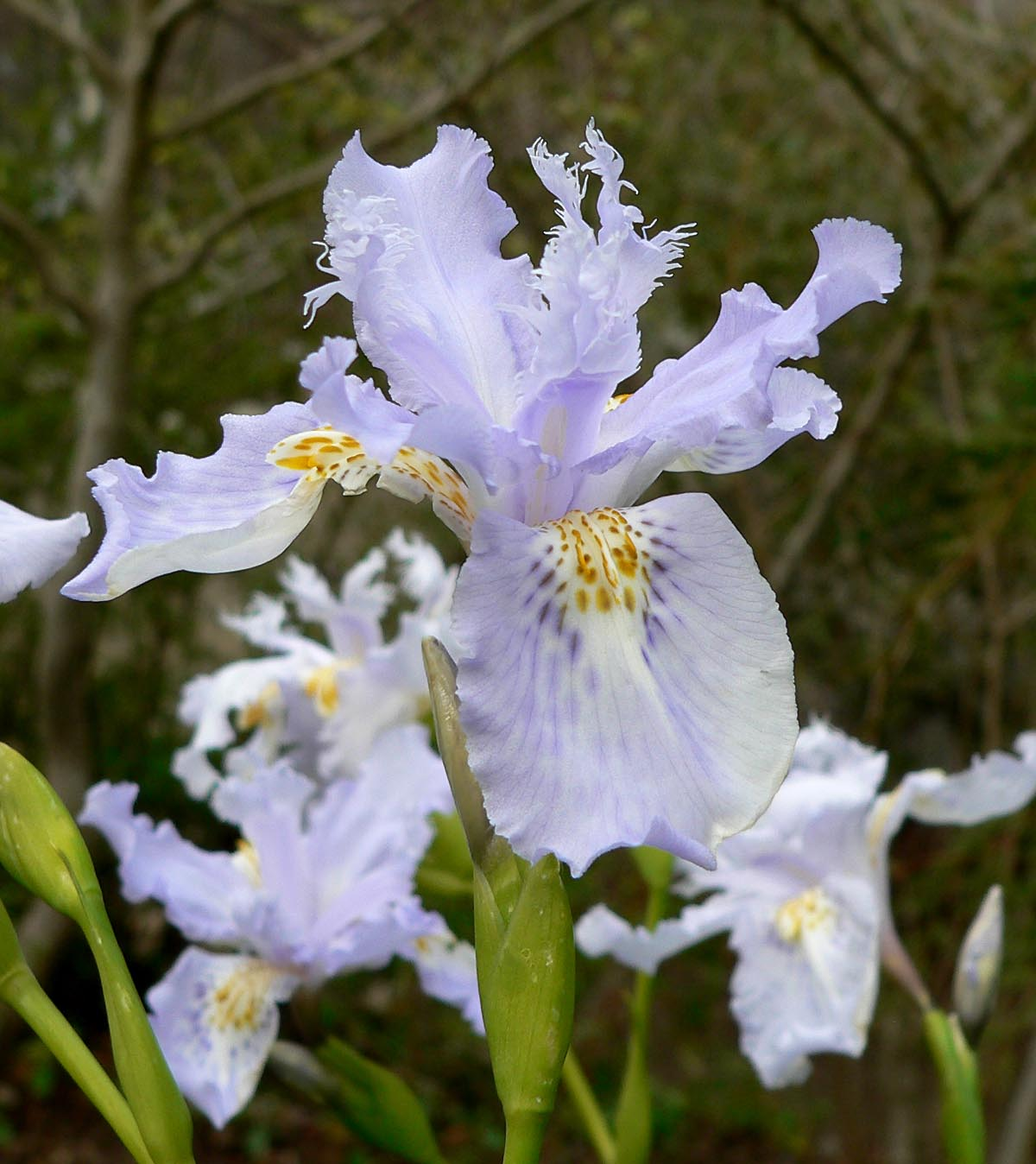
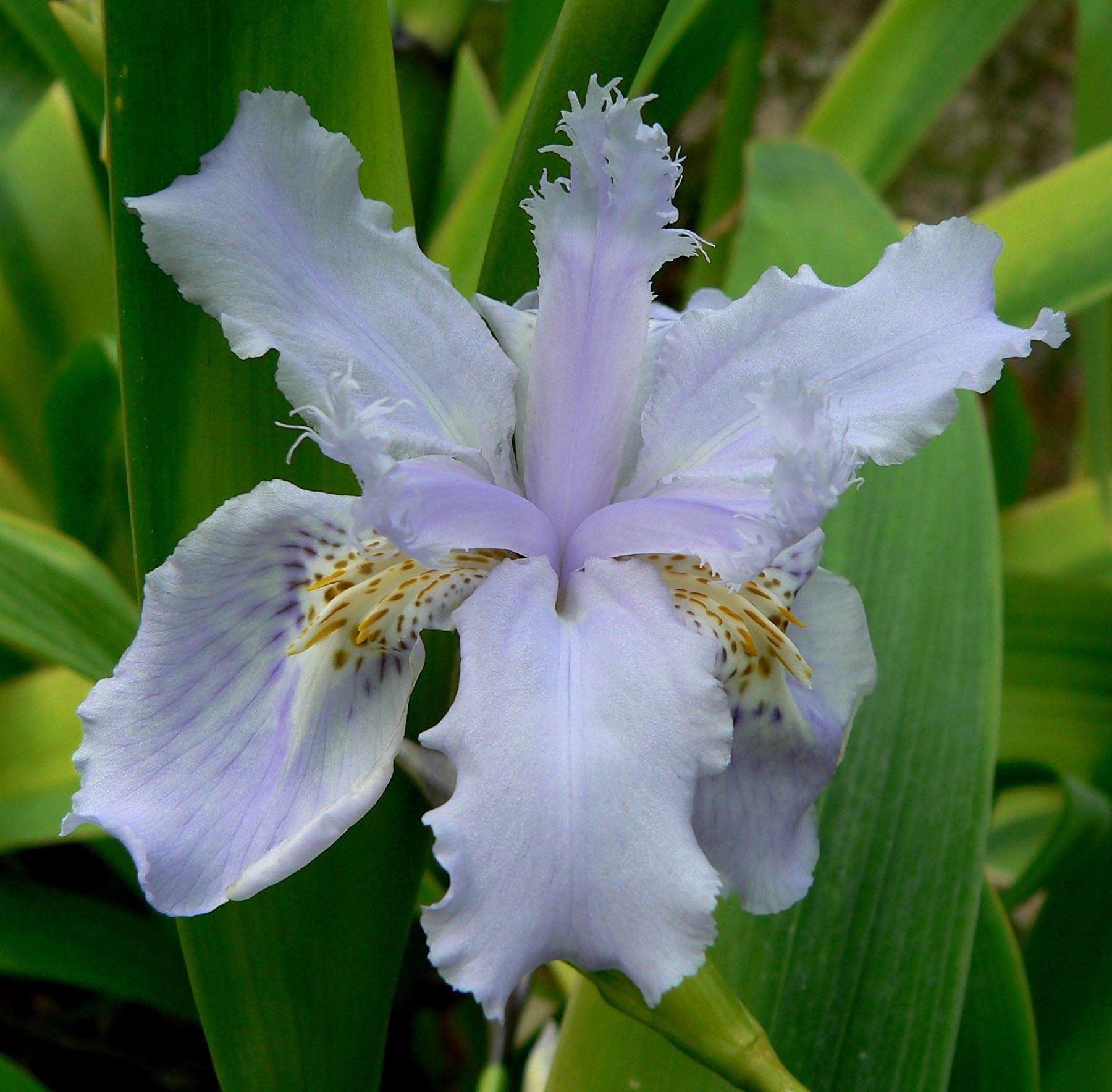
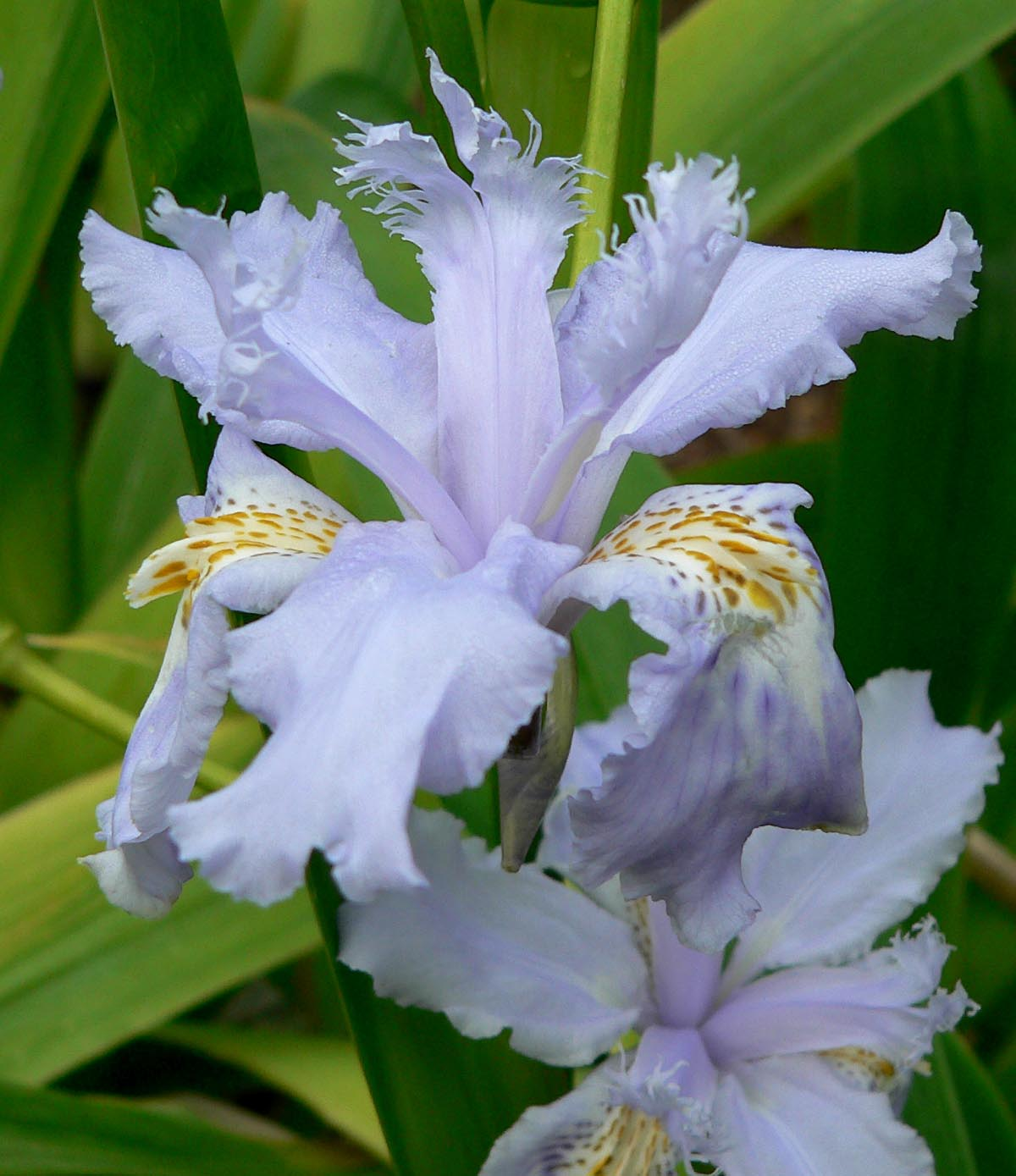